# Anissa Meksen
Anissa Meksen (Nancy, 28 april 1988) is een Frans bokser, Muay thai- en kickbokser. 
Als junior deed ze aan boksen, maar in 2013 komt ze op een vakantie in Thailand in contact met muay thai.
In 2017 wint Meksen de titel van Glory kickboxing na een gevecht over vijf ronden tegen Tiffany van Soest. In 2019 komt er op Glory 64 in Straatsburg een rematch voor deze titel. Hier behoudt Meksen haar titel, maar in november 2019 haalt Tiffany van Soest de titel weer terug op Glory 77 in Chicago.
Meksen is wereldkampioen in de disciplines savate en K1, en in Muay Thai Europees kampioen.